# Славица Ђукић Дејановић
Славица Ђукић Дејановић (Рача, Ђурђево, 4. јула 1951) српска је политичарка, лекарка и универзитетска професорка. Потпредседница је Социјалистичке партије Србије (СПС),  бивши народни посланик, бивша министарка просвете у Влади Републике Србије, бивши министар без портфеља у Влади Републике Србије, бивша министарка здравља у Влади Србије, бивша председница Народне скупштине Републике Србије и вршилац дужности председника Републике Србије.
Проф. др Славица Ђукић Дејановић је била директорка Клинике за психијатријске болести „Др Лаза Лазаревић“ у Београду. Тренутно обавља функцију саветнице министра унутрашњих послова Ивице Дачића.

## Биографија
Њен отац је из братства Шћекића код Берана у Црној Гори. Основну школу „Радоје Домановић“ и Прву крагујевачку гимназију завршила је у Крагујевцу, а у Београду је дипломирала на Медицинском факултету. Магистрирала је 1983, а докторирала 1986. године. На крагујевачком Медицинском факултету почела је као асистенткиња 1982, да би 1992. била унапређена у ванредну, а 1996. у редовну професорку.
Чланица Социјалистичке партије Србије постала је 1990, пре тога је била чланица Савеза комуниста Југославије, а после тога чланица ЈУЛ-а. Потпредседница је Социјалистичке партије Србије (СПС).
Удата је за Ранка Дејановића, има сина Душана, унука Филипа и унуку Нину.

## Професионална каријера
Од 1982. године, у настави је на предмету: „Психијатрија“ на Медицинском факултету у Крагујевцу, сада и редовни професор етике, вештине и комуникације.
Била је најмлађа жена доктор медицинских наука у Шумадији.
Оснивач дневне Психијатријске болнице у Клиничком центру у Крагујевцу, члан Удружења психијатара Србије, а обављала је и функцију председника овог удружења у два мандата, члан Председништва Психијатријске секције Југославије.
Једини редовни професор и шеф Катедре за психијатрију, као и продекан за међународну сарадњу Медицинског факултета у Крагујевцу.
Обављала је функцију проректорке на Универзитету у Крагујевцу и директора Клиничко-болничког центра у Крагујевцу у периоду од 1993. до 2000. године.
Ментор је за 30 кандидата на магистарским, докторским студијама у области неуронаука, као и на специјалистичким студијама психијатрије.
Носилац је признања Психијатријске секције Српског лекарског друштва, Повеље за допринос здравству као и Ђурђевданске награде.
Главни је истраживач великог броја клиничких студија, научно-истраживачких пројеката и стални је члан Комисије за специјализацију на ВМА у Београду.
Поводом дана Медицинског факултета у Крагујевцу, од студената IV године студија 2007. године, проглашена је најбољим предавачем.
Аутор је седам књига, два уџбеника за студенте редовне наставе и један је од аутора три уџбеника за студенте после дипломске наставе.
Аутор и коаутор је преко 200 научних и стручних радова, од којих је, у само последњих пет година, тридесет објављено у најзначајнијим научним часописима који се налазе на СЦИ листи.
Веома значајне резултате на пољу научно-истраживачког рада у области неуропсихијатрије проф. др Славица Ђукић Дејановић остварила је кроз бројне домаће и међународне пројекте којима је руководила, као и кроз ангажовање на престижним медицинским институцијама широм Европе. Ужива велики углед у међународним асоцијацијама из области неуропсихијатрије.
Она је активан борац против дискриминације ЛГБТ+ заједнице и једна од првих јавних личности која је подржала одржавање Поворке поноса у Београду 2010. године. Следеће године је у крагујевачком центру Drop-In ЛГБТ+ особама пружала услуге бесплатног психосоцијалног саветовања.

## Политичка каријера
Члан је Социјалистичке партије Србије од њеног оснивања 1990. године, у више наврата члан Извршног одбора Главног одбора СПС, председник Окружног одбора СПС Шумадије од 2000. до 2007. године и потпредседник Главног одбора СПС 1996. године и изабрана на исту функцију на VII конгресу Социјалистичке партије Србије 2006. године.
Славица Ђукић Дејановић била је заменик председника Социјалистичке партије Србије Ивице Дачића око годину дана.
У три мандата, била је посланик у Скупштини Републике Србије и председник Одбора за здравље, а од 2000. до 2006. године, посланик у Савезном парламенту СР Југославије и Државне заједнице Србија и Црна Гора.
У прелазној влади Скупштине Републике Србије била је министар за бригу о породици и члан Интерпарламентарне уније.
Након конституисања скупштине, 25. јуна 2008. посланици листе За Европску Србију, коалиције СПС-ПУПС-ЈС и посланици мањина изабрали су Славицу Ђукић-Дејановић за председника Народне скупштине Републике Србије.
Дана 5. априла 2012. године постаје вршилац дужности председника Републике Србије, када председник Борис Тадић подноси оставку, а на тој функцији је била до 31. маја 2012. године, када је Томислав Николић, полагањем заклетве, преузео дужност председника Србије.
Након што је јула 2012. формиран кабинет Ивице Дачића проф.др Славица Ђукић Дејановић је именована за министарку здравља. Од 2012. до 2014. године била је министар здравља у Влади Републике Србије.
Од августа 2014. године до августа 2016. године Проф.др Славица Ђукић Дејановић била је директорка највеће Клинике за психијатријске болести у Србији „Др Лаза Лазаревић”.
Од 2016. године обавља дужност министра у Влади Србије задуженог за демографију и популациону политику.
Од децембра 2020. године специјална саветница премијерке Србије Ане Брнабић.
Обављала функцију министра просвете од 2023. до 2025. године
Од јуна 2025. године саветница министра унутрашњих послова Ивице Дачића.